# Cromidon
Cromidon é um género botânico pertencente à família Scrophulariaceae.
1. ↑  «Cromidon — World Flora Online». www.worldfloraonline.org. Consultado em 19 de agosto de 2020